# Žralok Cookeův
Žralok Cookeův (Echinorhinus cookei) či žralok ostnatý je jeden z dvou druhů čeledi drsnotělcovití. Druhým je žralok trnitý.

## Rozšíření
Žije v Tichém oceánu. Obývá nejčastěji hloubky 100 až 650 m, často ho lze najít i v mělčí vodě, třeba u Monterey Bay u Kalifornie.

## Popis

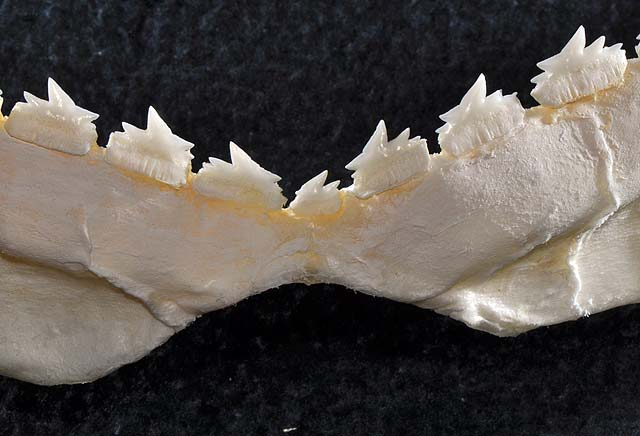
Detail dolní čelisti a zubů

Dorůstá délky až 4 metry. Nejtěžší ulovený exemplář měl 266 kg při délce 3,1 metru. Kůže je pokryta trny připomínajícími výběžky. 

## Ekologie
Aktivní je v noci, ve dne je skrývá ve hlubších pobřežních vodách. Je živorodý. Mláďata jsou po narození přibližně 40 cm dlouhá.
Konzumuje různé kostnaté ryby, jiné žraloky a rejnoky nebo hlavonožce. Je velmi pomalý, takže může k zachycení kořisti použít sání.

## Ohrožení
Žralok není pro lidi nebezpečný ani ekonomicky zajímavý. Někdy je chycen jako vedlejší úlovek. IUCN konstatuje, že o druhu chybí údaje.